# Vârful Mare
Vârful Mare (węg. Nagy-csúcs) – szczyt w masywie Retezat, w Karpatach Południowych. Leży w centralnej Rumunii.